# Trichosalpingus brunneus
Trichosalpingus brunneus is een keversoort uit de familie Mycteridae. De wetenschappelijke naam van de soort is voor het eerst geldig gepubliceerd in 1891 door Blackburn.